# Chamouillac
Chamouillac est une commune du Sud-Ouest de la France située dans le département de la Charente-Maritime (région Nouvelle-Aquitaine).
Ses habitants sont appelés les Chamouillacais et les Chamouillacaises.

## Géographie

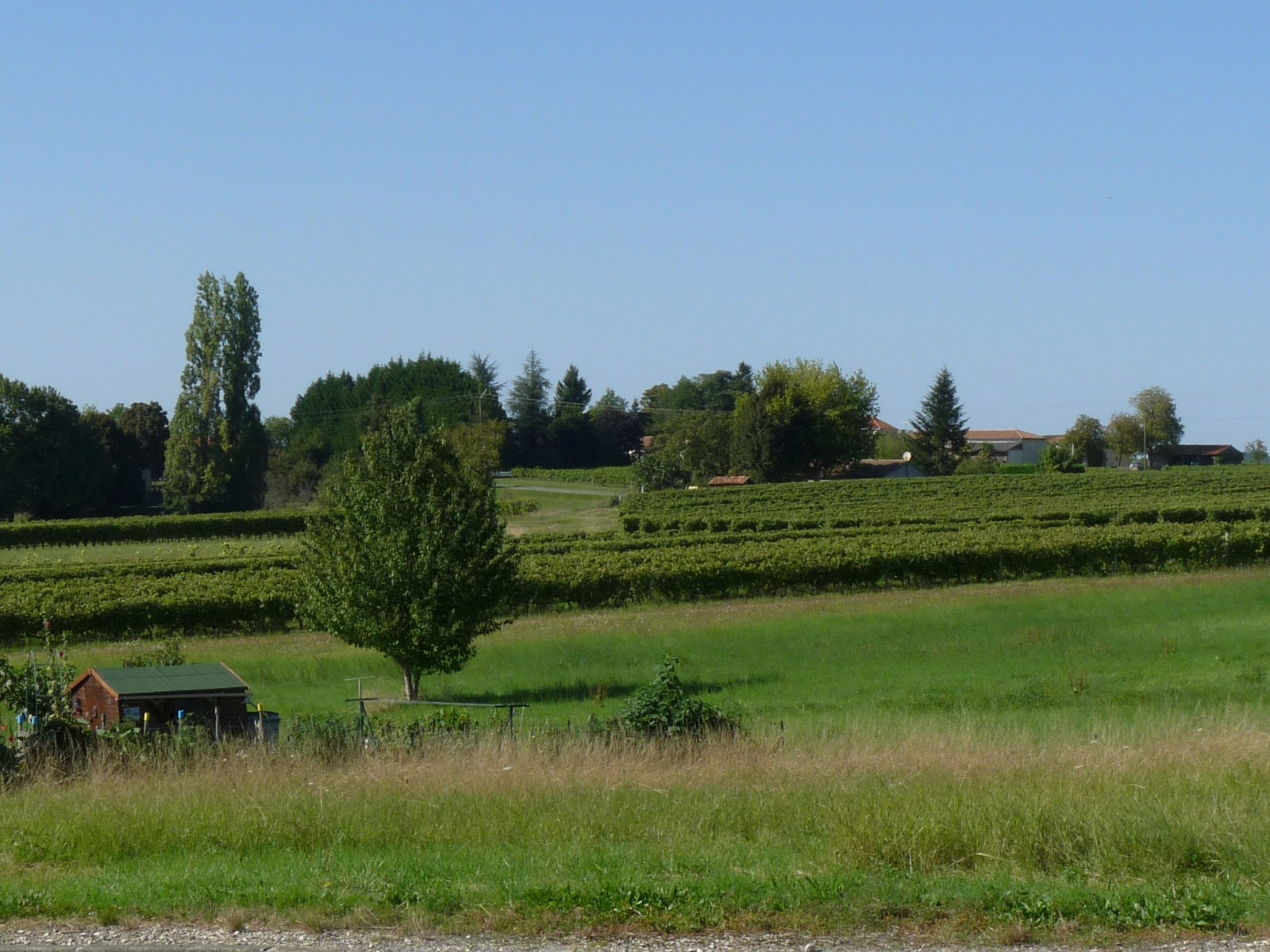
Le bourg tapi au milieu des vignes.

### Communes limitrophes
|            | Rouffignac               | Coux     |
| Courpignac | Chamouillac              | Souméras |
|            | Val-de-Livenne (Gironde) |          |

## Urbanisme

### Typologie
Au 1er janvier 2024, Chamouillac est catégorisée commune rurale à habitat dispersé, selon la nouvelle grille communale de densité à 7 niveaux définie par l'Insee en 2022.
Elle est située hors unité urbaine et hors attraction des villes,.

### Occupation des sols
L'occupation des sols de la commune, telle qu'elle ressort de la base de données européenne d’occupation biophysique des sols Corine Land Cover (CLC), est marquée par l'importance des territoires agricoles (68,4 % en 2018), une proportion sensiblement équivalente à celle de 1990 (67,8 %). La répartition détaillée en 2018 est la suivante :
forêts (28,3 %), zones agricoles hétérogènes (27,1 %), terres arables (20,5 %), cultures permanentes (10,5 %), prairies (10,3 %), milieux à végétation arbustive et/ou herbacée (3,4 %). L'évolution de l’occupation des sols de la commune et de ses infrastructures peut être observée sur les différentes représentations cartographiques du territoire : la carte de Cassini (XVIIIe siècle), la carte d'état-major (1820-1866) et les cartes ou photos aériennes de l'IGN pour la période actuelle (1950 à aujourd'hui).

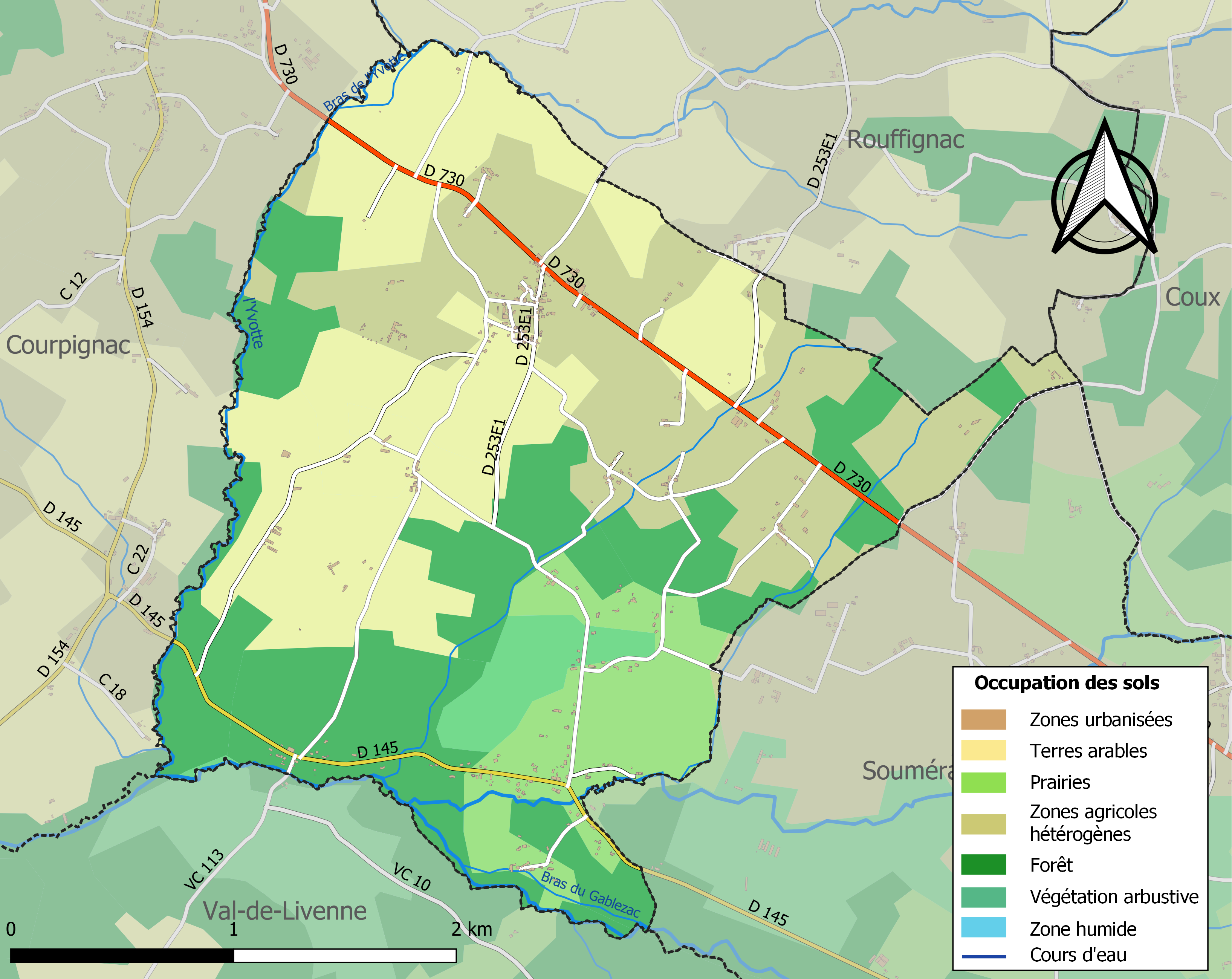
Carte des infrastructures et de l'occupation des sols de la commune en 2018 (CLC).

### Risques majeurs
Le territoire de la commune de Chamouillac est vulnérable à différents aléas naturels : météorologiques (tempête, orage, neige, grand froid, canicule ou sécheresse), inondations, feux de forêts, mouvements de terrains et séisme (sismicité faible). Il est également exposé à deux risques technologiques,  le transport de matières dangereuses et le risque nucléaire. Un site publié par le BRGM permet d'évaluer simplement et rapidement les risques d'un bien localisé soit par son adresse soit par le numéro de sa parcelle.

#### Risques naturels
Certaines parties du territoire communal sont susceptibles d’être affectées par le risque d’inondation par débordement de cours d'eau, notamment le ruisseau des Hauts Ponts et le ruisseau du Petit Moulin. La commune a été reconnue en état de catastrophe naturelle au titre des dommages causés par les inondations et coulées de boue survenues en 1982, 1993, 1999, 2003 et 2010,.
Chamouillac est exposée au risque de feu de forêt du fait de la présence sur son territoire du massif de la Double saintongeaise, un massif classé à risque dans le plan départemental de protection des forêts contre les incendies (PDPFCI), élaboré pour la période 2017-2026 et qui fait suite à un plan 2007-2016. Les mesures individuelles de prévention contre les incendies sont précisées par divers arrêtés préfectoraux et s’appliquent dans les zones exposées aux incendies de forêt et à moins de 200 mètres de celles-ci. L’article L.131-1 du code forestier et l’arrêté du 2 décembre 2020 règlementent l'emploi du feu en interdisant notamment d’apporter du feu, de fumer et de jeter des mégots de cigarette dans les espaces sensibles et sur les voies qui les traversent sous peine de sanctions. Un autre arrêté du 2 décembre 2020 rend le débroussaillement obligatoire, incombant au propriétaire ou ayant droit,,,.

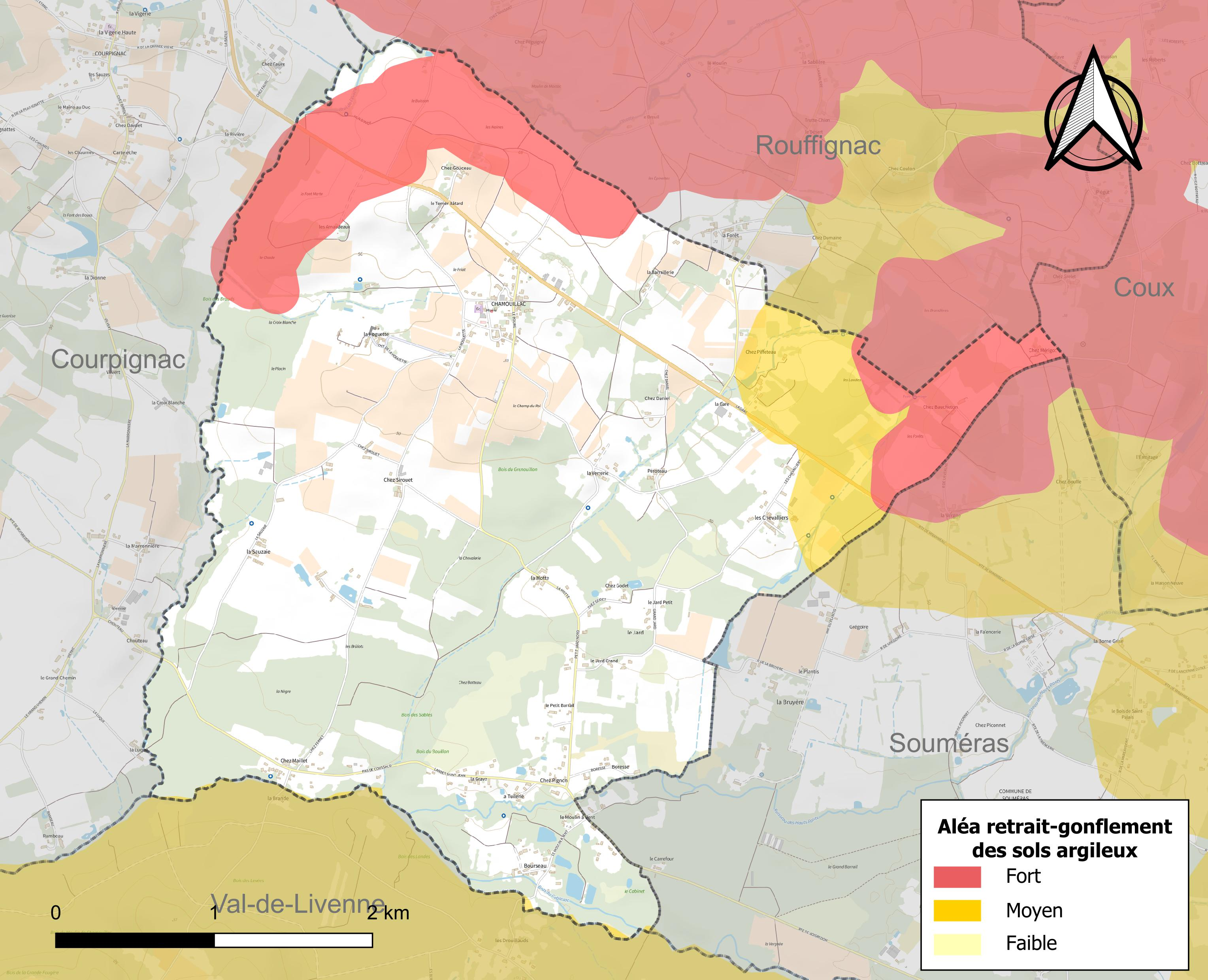
Carte des zones d'aléa retrait-gonflement des sols argileux de Chamouillac.

Les mouvements de terrains susceptibles de se produire sur la commune sont des tassements différentiels.
Le retrait-gonflement des sols argileux est susceptible d'engendrer des dommages importants aux bâtiments en cas d’alternance de périodes de sécheresse et de pluie. 19,3 % de la superficie communale est en aléa moyen ou fort (54,2 % au niveau départemental et 48,5 % au niveau national). Sur les 198 bâtiments dénombrés sur la commune en 2019,  6 sont en aléa moyen ou fort, soit 3 %, à comparer aux 57 % au niveau départemental et 54 % au niveau national. Une cartographie de l'exposition du territoire national au retrait gonflement des sols argileux est disponible sur le site du BRGM,.
Par ailleurs, afin de mieux appréhender le risque d’affaissement de terrain, l'inventaire national des cavités souterraines permet de localiser celles situées sur la commune.
Concernant les mouvements de terrains, la commune a été reconnue en état de catastrophe naturelle au titre des dommages causés par la sécheresse en 2005 et par des mouvements de terrain en 1999 et 2010.

#### Risques technologiques
Le risque de transport de matières dangereuses sur la commune est lié à sa traversée par une ou des infrastructures routières ou ferroviaires importantes ou la présence d'une canalisation de transport d'hydrocarbures. Un accident se produisant sur de telles infrastructures est susceptible d’avoir des effets graves sur les biens, les personnes ou l'environnement, selon la nature du matériau transporté. Des dispositions d’urbanisme peuvent être préconisées en conséquence.
La commune étant située totalement dans le périmètre du Plan Particulier d'Intervention (PPI) de 20 km autour de la centrale nucléaire du Blayais, elle est exposée au risque nucléaire. En cas d'accident nucléaire, une alerte est donnée par différents médias (sirène, sms, radio, véhicules). Dès l'alerte, les personnes habitant dans le périmètre de 2 km se mettent à l'abri. Les personnes habitant dans le périmètre de 20 km peuvent être amenées, sur ordre du préfet, à évacuer et ingérer des comprimés d’iode stable,,.

## Toponymie
Nommée dans l'antiquité Camuliacus, Chamouillac est issue du nom de propriétaire d'un domaine gallo-romain Camulius, auquel est apposé le suffixe -acum.

## Administration

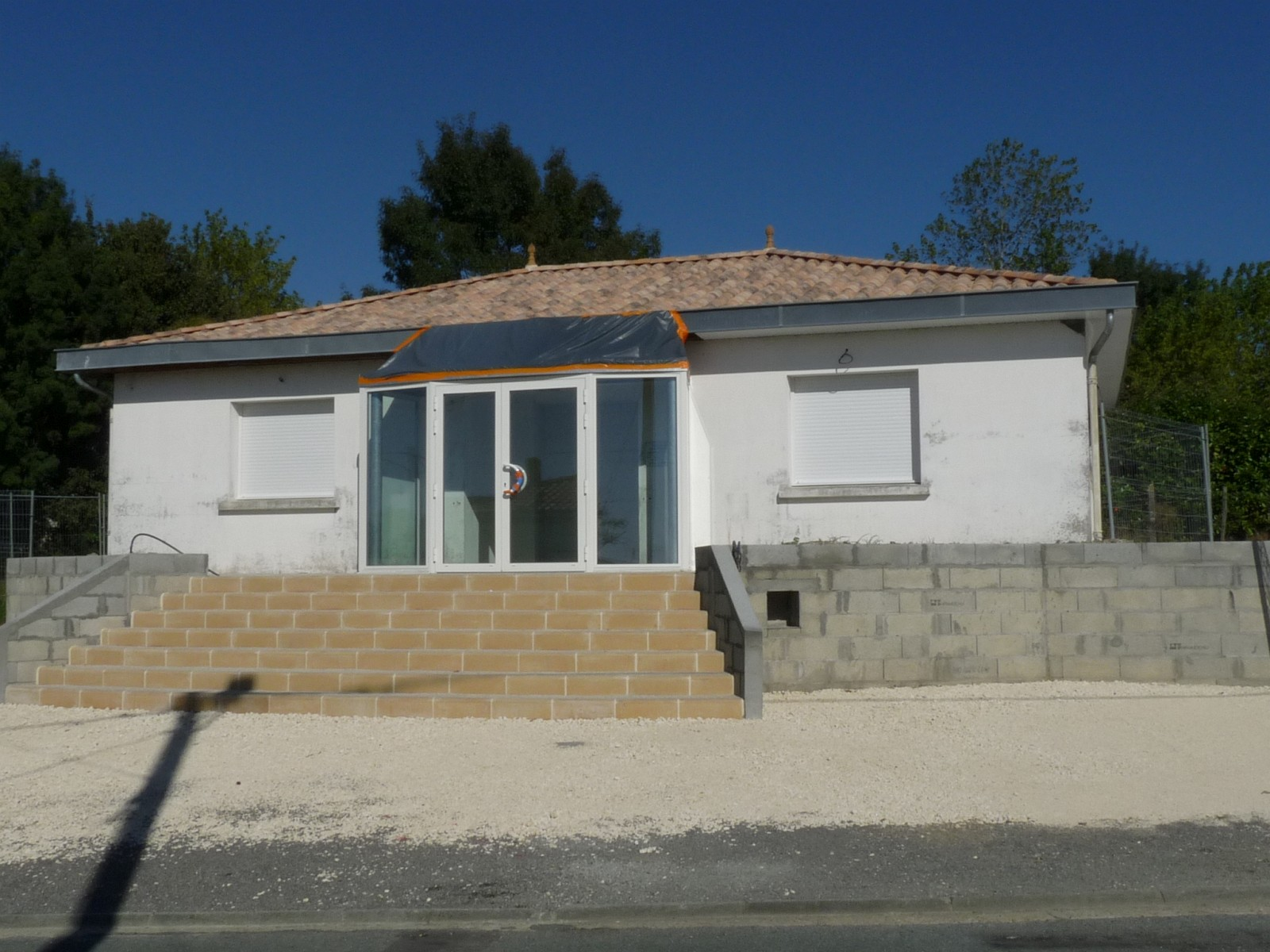
La mairie en cours de rénovation en 2014

### Liste des maires
| Période                                  | Période  | Identité        | Étiquette | Qualité                          |
| ---------------------------------------- | -------- | --------------- | --------- | -------------------------------- |
| Les données manquantes sont à compléter. |          |                 |           |                                  |
| 1948                                     | 1965     | Maurice Vias    |           |                                  |
| 1965                                     | 1989     | André Faurie    |           |                                  |
| 1989                                     | 1995     | Marcel Limouzin |           |                                  |
| 1995                                     | 2006     | Gaston Marchais |           | décédé en fonctions (janv. 2006) |
| 2006                                     | 2008     | Jean Carré      |           |                                  |
| 2008                                     | 2014     | Éliane Godrie   |           |                                  |
| 2014                                     | En cours | Serge Jourdain  | [ 21 ]    |                                  |

## Démographie

### Évolution démographique
L'évolution du nombre d'habitants est connue à travers les recensements de la population effectués dans la commune depuis 1793. Pour les communes de moins de 10 000 habitants, une enquête de recensement portant sur toute la population est réalisée tous les cinq ans, les populations de référence des années intermédiaires étant quant à elles estimées par interpolation ou extrapolation. Pour la commune, le premier recensement exhaustif entrant dans le cadre du nouveau dispositif a été réalisé en 2004.

En 2022, la commune comptait 369 habitants, en évolution de −1,6 % par rapport à 2016 (Charente-Maritime : +4,04 %, France hors Mayotte : +2,11 %).
| 1793 | 1800 | 1806 | 1821 | 1831 | 1836 | 1841 | 1846 | 1851 |
| ---- | ---- | ---- | ---- | ---- | ---- | ---- | ---- | ---- |
| 420  | 387  | 427  | 178  | 477  | 473  | 475  | 503  | 521  |

| 1856 | 1861 | 1866 | 1872 | 1876 | 1881 | 1886 | 1891 | 1896 |
| ---- | ---- | ---- | ---- | ---- | ---- | ---- | ---- | ---- |
| 502  | 505  | 463  | 451  | 418  | 390  | 393  | 365  | 349  |

| 1901 | 1906 | 1911 | 1921 | 1926 | 1931 | 1936 | 1946 | 1954 |
| ---- | ---- | ---- | ---- | ---- | ---- | ---- | ---- | ---- |
| 343  | 352  | 353  | 350  | 354  | 346  | 351  | 372  | 350  |

| 1962 | 1968 | 1975 | 1982 | 1990 | 1999 | 2004 | 2006 | 2009 |
| ---- | ---- | ---- | ---- | ---- | ---- | ---- | ---- | ---- |
| 412  | 338  | 288  | 303  | 316  | 322  | 298  | 308  | 327  |

| 2014 | 2019 | 2022 | - | - | - | - | - | - |
| ---- | ---- | ---- | - | - | - | - | - | - |
| 370  | 372  | 369  | - | - | - | - | - | - |

### Pyramide des âges
En 2018, le taux de personnes d'un âge inférieur à 30 ans s'élève à 28 %, soit en dessous de la moyenne départementale (29 %). À l'inverse, le taux de personnes d'âge supérieur à 60 ans est de 30,3 % la même année, alors qu'il est de 34,9 % au niveau départemental.
En 2018, la commune comptait 174 hommes pour 199 femmes, soit un taux de 53,35 % de femmes, légèrement supérieur au taux départemental (52,15 %).
Les pyramides des âges de la commune et du département s'établissent comme suit.
| Hommes | Classe d’âge | Femmes |
| ------ | ------------ | ------ |
| 1,7    | 90 ou +      | 0,0    |
| 7,5    | 75-89 ans    | 14,1   |
| 18,4   | 60-74 ans    | 18,7   |
| 23,0   | 45-59 ans    | 18,2   |
| 21,3   | 30-44 ans    | 21,2   |
| 8,6    | 15-29 ans    | 7,1    |
| 19,5   | 0-14 ans     | 20,7   |

| Hommes | Classe d’âge | Femmes |
| ------ | ------------ | ------ |
| 1,1    | 90 ou +      | 2,6    |
| 10,1   | 75-89 ans    | 12,6   |
| 22     | 60-74 ans    | 23,2   |
| 20,1   | 45-59 ans    | 19,7   |
| 16,1   | 30-44 ans    | 15,6   |
| 15,2   | 15-29 ans    | 12,7   |
| 15,4   | 0-14 ans     | 13,6   |

### Enseignement

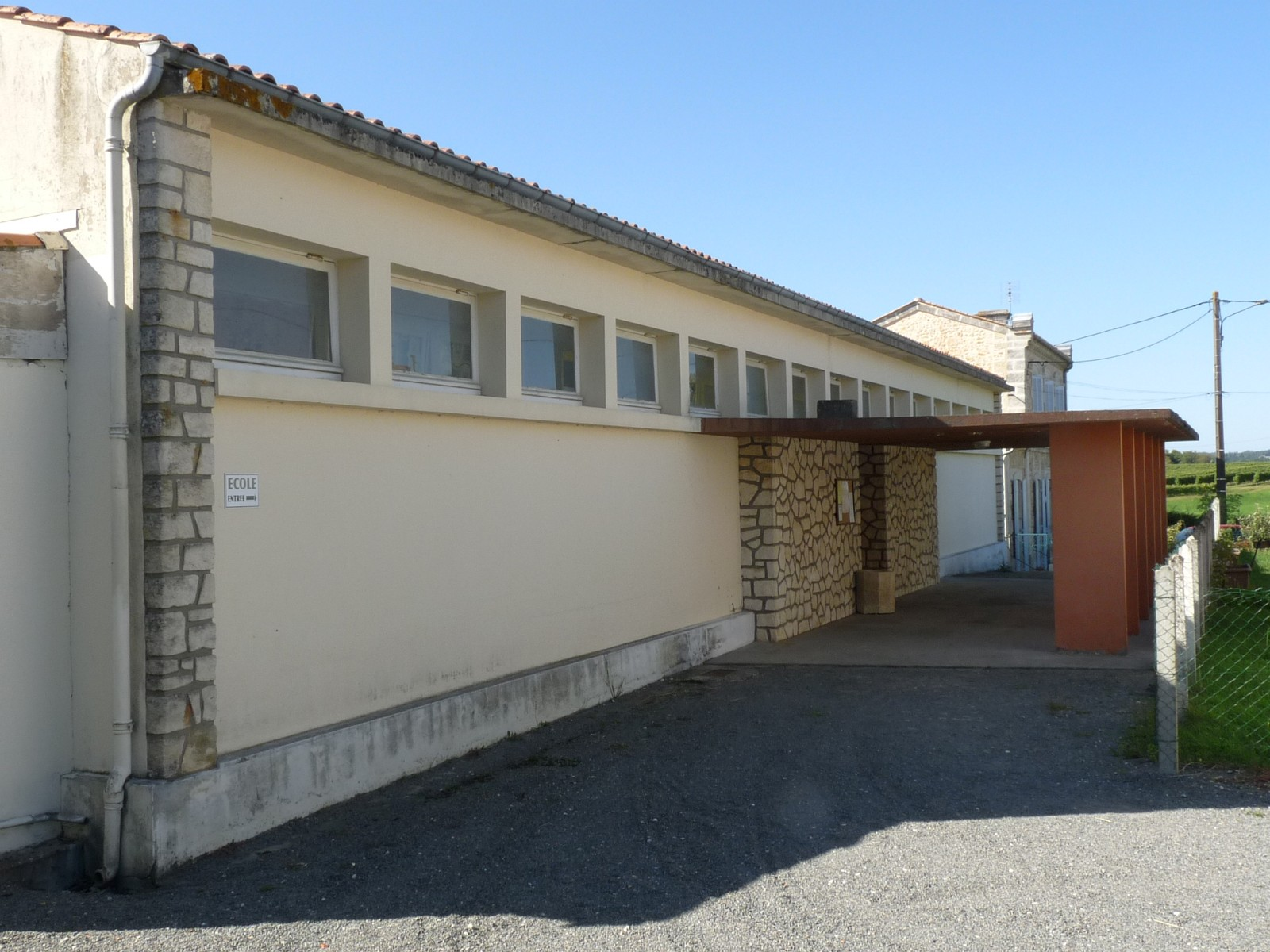
L'école.

## Lieux et monuments
- Le château de la Hoguette est acquis en 1637 par Philippe Fortin, seigneur de La Hoguette, brigadier des armées du roi et son épouse Louise de Beaumont-Perefixe[28].
- L'église paroissiale Saint-Pierre, formant initialement un prieuré de l'ordre de Saint-Benoît qui relevait de l'abbaye de Baignes, abrite une plaque gravée commémorative relatant la consécration de l'église en 1644, ainsi qu'une litre funéraire commémorant les fondateurs de l'église, Philippe Fortin et sa femme Péréfixe. La plaque gravée est classée monument historique au titre objet depuis 1908[29].

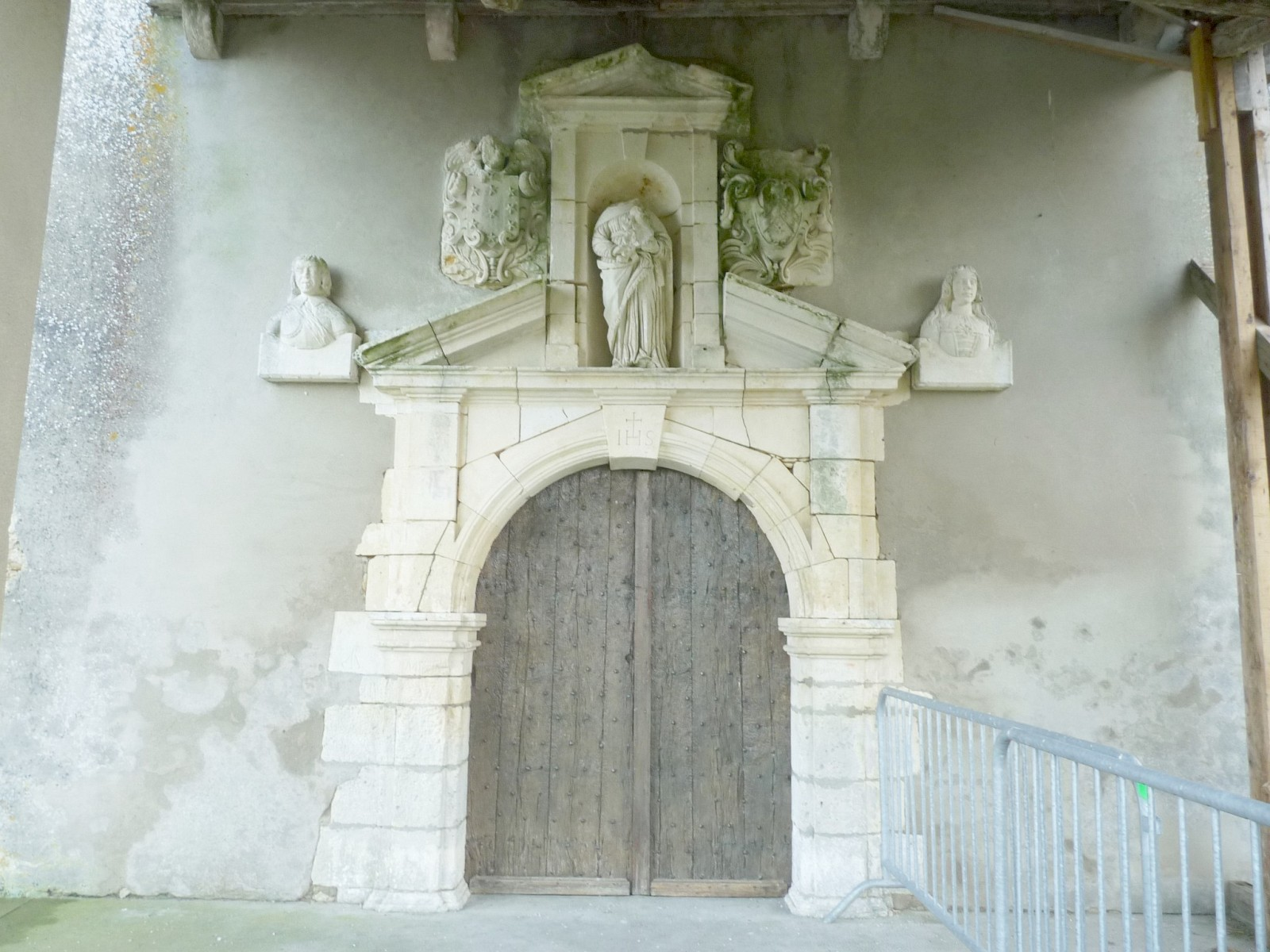
Portail de l'église
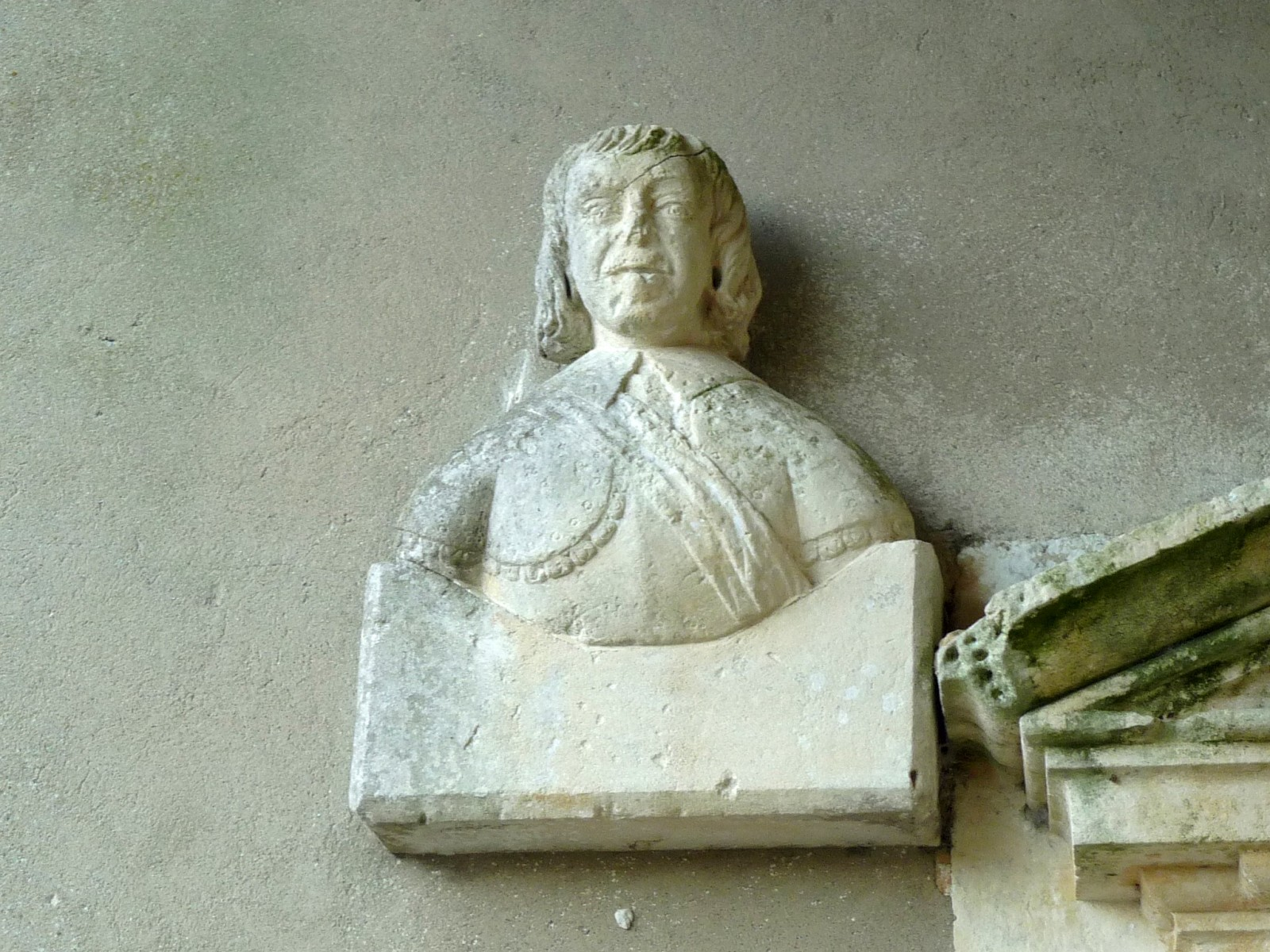
Buste de Philippe Fortin à gauche de l'entrée
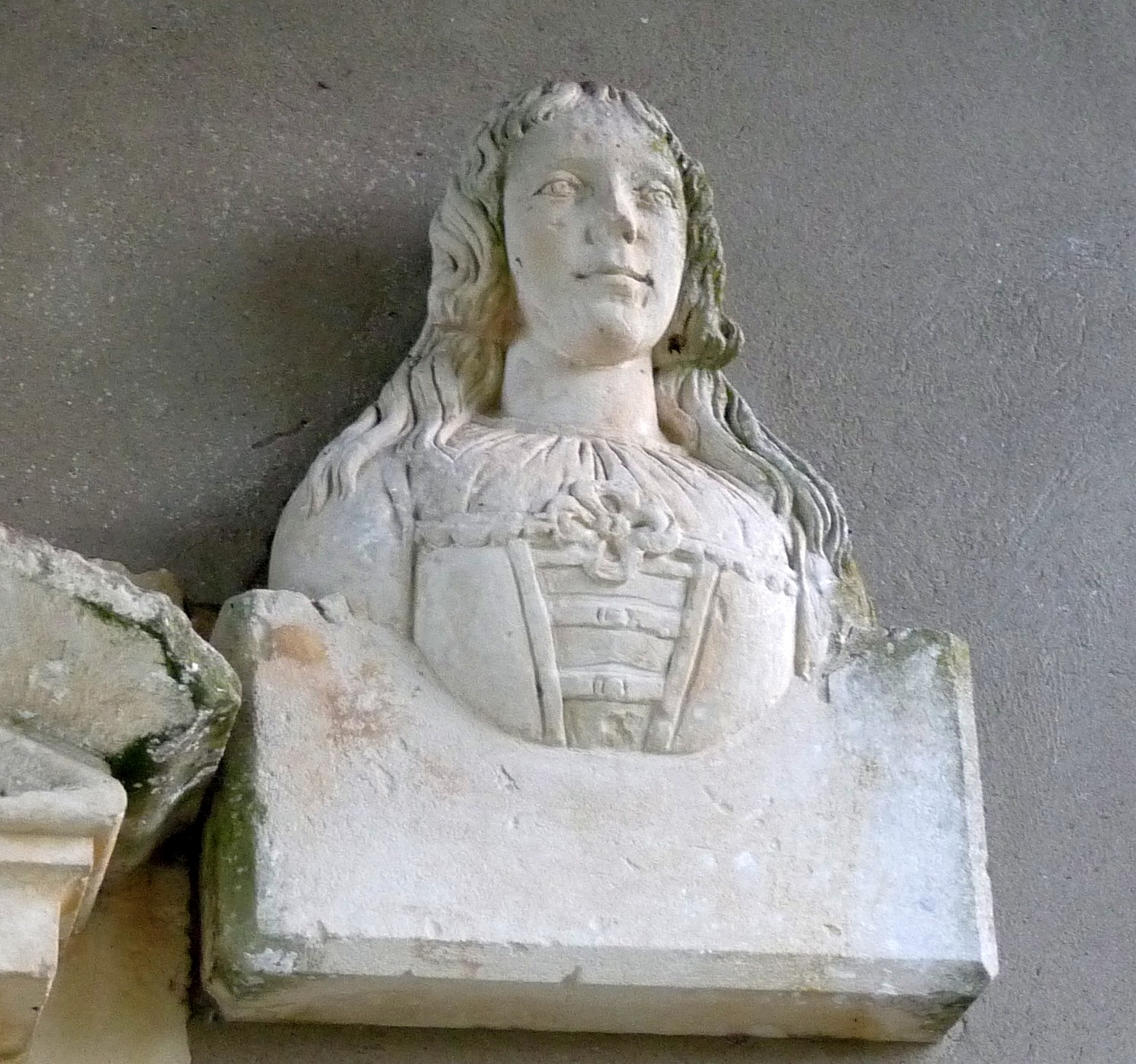
Buste de Louise de Péréfixe à droite

- Un chêne vert répertorié arbre remarquable de Charente-Maritime.

## Personnalités liées à la commune
- Henri IV, alors roi de Navarre, rendit visite à la propriétaire du château de la Hoguette en 1587, au lendemain de la bataille de Coutras. De ce fait, on retrouve sur la commune des noms de lieux qui pourraient être liés à son passage : le Pas du Roi (entre les hameaux de la Verrerie et de la Motte), mais aussi le Champ du Roi, aux abords du cimetière (au sud du bourg).